# Rabia Makhloufi
Pour les articles homonymes, voir Rabia.
Rabia Makhloufi (en arabe : ربيع مخلوف), né le 11 novembre 1986 à Ras El Oued dans la wilaya de Bordj Bou Arreridj, est un athlète algérien, spécialiste dans le 3 000 m et au Steeple.

## Biographie
Makhloufi a représenté l'Algérie aux Jeux olympiques d'été de 2008 à Pékin, où il a concouru pour le 3 000 mètres steeple masculin. Il a couru dans la première manche contre douze autres athlètes, dont le Français Bouabdellah Tahri et le Kényan Brimin Kipruto, qui a finalement remporté la médaille d'or en finale. Il a terminé la course à la huitième place par six centièmes de seconde (0,06) devant le Japonais Yoshitaka Iwamizu, avec un temps de 8:29.74. Makhloufi n'a cependant pas réussi à se qualifier pour la finale, puisqu'il s'est classé vingt-cinquième au classement général et a été classé plus loin en dessous de quatre créneaux obligatoires pour le tour suivant.
Il est médaillé de bronze du 3 000 mètres steeple aux Championnats panarabes d'athlétisme 2009.